# Il tuo ex non muore mai
Il tuo ex non muore mai (The Spy Who Dumped Me) è un film del 2018 diretto da Susanna Fogel, con protagoniste Mila Kunis e Kate McKinnon.

## Trama
Due amiche americane maldestre e sempliciotte, Audrey e Morgan, si trovano coinvolte in un intrigo internazionale dopo che Audrey scopre che il suo ex era un agente della CIA che, prima di morire, le chiede di portare a Vienna un oggetto conteso da servizi segreti e movimenti terroristi di tutto il mondo.
Le esperienze di ginnasta di Morgan e la pratica dei videogiochi di Audrey, oltre a una sfacciata fortuna, consentono alle ragazze di attraversare tutta l'Europa quasi indenni e portare a termine la missione, non senza trucidare cruentemente (e spesso inconsapevolmente) le decine di spie addestrate militarmente e armate fino ai denti che cercano inutilmente di ostacolarle.

## Distribuzione
La pellicola è stata distribuita nelle sale cinematografiche statunitensi il 3 agosto 2018, mentre in quelle italiane l'8 agosto dello stesso anno.

## Accoglienza

### Incassi
Il film ha incassato a livello mondiale 77,3 milioni di dollari, di cui 33,5 nel nord America.